# Brauerei Schumacher
La Brauerei Schumacher est une brasserie du centre-ville de Düsseldorf. La Schumacher-Alt est une Altbier traditionnelle. Elle est servie dans le bâtiment principal de la brasserie sur Oststraße, dans le bar de la brasserie de la Bolkerstraße et dans plusieurs restaurants de la grande région de Düsseldorf. La brasserie Schumacher est l'une des rares brasseries indépendantes de Düsseldorf.

## Histoire
La brasserie Schumacher remonte à la reprise de la brasserie « Im Sonnenaufgang » dans la Citadellstraße 12 en 1838 par le brasseur Johannes Matthias Schumacher. En 1902, son fils Fritz reprend la brasserie et son frère Ferdinand II achète le restaurant Zum Goldenen Kessel au Bolkerstraße 44, au milieu de la vieille ville. 17 ans plus tard, il rachète également la brasserie de l'Oststrasse 123 à son frère Fritz. Après avoir terminé les rénovations et les extensions sur Oststraße en 1925, les activités de brassage dans la vieille ville cessent. Dès lors, le Golden Kessel est exploité comme un bar-brasserie et loué à Josef Schnitzler. Dans les années 1920 et 1930, la brasserie fait concevoir ses sous-bocks par des artistes de l'académie des beaux-arts de Düsseldorf, dont le peintre Richard Bloos.
Pendant la Seconde Guerre mondiale, les deux sites sont détruits par des raids aériens en 1942 (Bolkerstraße) et 1943 (Oststraße). Comme le toit du bâtiment d'Oststraße est principalement endommagé, les opérations de brassage peuvent reprendre ici peu de temps après la fin de la guerre. En 1948, après une restauration provisoire, l'usine de la Bolkerstrasse est remise en service. En 1955, Ferdinand II vend la brasserie et le bar-brasserie de l'Oststrasse et de la Bolkerstrasse à son neveu maître brasseur Hans Schnitzler et à sa femme Thea. En 1958, l'architecte Ernst Günther réunit les deux anciens bâtiments des n°44 et 46 de la Bolkerstraße pour former un nouveau bâtiment.
Après la mort de Hans Schnitzler en 1966, son épouse Thea Schnitzler reprend l'entreprise. De 1980 à 1990, la technologie de brassage est modernisée. Après la mort de Thea en 1991, sa fille Gertrud devient l'héritière, elle dirige l'entreprise avec Nina Thea Ungermann depuis 2013. En 1994, le restaurant Zum golden Kessel est rénové et en 1997, le quartier de l'auberge sur Oststraße est entièrement rénové. La chaudière dorée est entièrement rénovée en 2007 et les zones telles que la cuisine, la ventilation et l'installation électrique sont renouvelées.
À partir de septembre 2019, Brauerei Schumacher devient le nouveau partenaire pour l'Altbier de la Merkur Spiel-Arena en remplacement de Brauerei Frankenheim.

## Production
La Schumacher Alt est une bière traditionnelle avec une teneur en alcool de 4,6%. Elle est proposée en bouteille de 1 litre ainsi qu'en fûts de chêne et fûts en acier inoxydable plastifié de 5, 10, 15, 20, 30 et 50 litres. En 2009, environ 30 000 hectolitres de bière Schumacher sont produits. Depuis le 1er mai 2019, elle est également embouteillée dans des bouteilles de bière réutilisables de 0,33 litre avec un bouchon pivotant.
La Latzenbier entre dans la même catégorie que la production des brasseries Uerige et Brauerei zum Schlüssel et la bière de Noël de la Brauerei im Füchschen ; elle est brassée plus fortement, contient plus de moût d'origine, de malt et, en tant que bière forte, a une teneur en alcool de 5,5%. La bière n'est servie que le troisième jeudi de mars, septembre et novembre ; elle n'est également disponible que sous forme de bière en bouteille en nombre limité ces jours-là.
La 1838er est une Altbier fruitée à fermentation haute qui est brassée avec des houblons aromatiques spéciaux d'Australie et du Canada, qui confèrent à la bière une note fruitée d'agrumes. La 1838er est brassée depuis le 175e anniversaire de la brasserie le 1er mai 2013 et a une teneur en alcool de 5% vol. Elle est vendue en bouteille de 1 litre.